# Дімітріос Гунаріс
Дімітріос Гунаріс (грец. Δημήτριος Γούναρης; 5 січня 1866 — 15 листопада 1922) — грецький політик, дворазовий прем'єр-міністр країни.

## Життєпис
Вивчав право в Афінському університеті, а потім продовжив навчання у Німеччині, Франції та Англії, перш ніж повернутись до рідного міста. 1902 року був обраний депутатом від Ахаї та проявив себе як оратор і член так званої «японської групи», яка виступала проти уряду Георгіоса Феотокіса у 1906—1908 роках.
Гунаріс, однак, увійшов до складу уряду 1908 року як міністр фінансів, маючи намір реалізувати реформістські програми, тим самим спричинив розпад групи і невдовзі був змушений піти у відставку.
Незважаючи на свої прогресивні погляди (був прибічником німецьких соціальних законів Бісмарка), його консервативне політичне мислення перетворило його на головного противника Елефтеріоса Венізелоса. Отримав пост глави уряду після першої відставки останнього 1915, ініційованої королем Костянтином I.
1917 року був вигнаний на Корсику після повернення Венізелоса до влади. Йому вдалось утекти до Італії наступного року, але на батьківщину зміг повернутись лише 1920, щоб узяти участь у виборах, де-факто як лідер «Об'єднаної опозиції» на тлі кампанії в Малій Азії, що тривала.
Після поразки Венізелоса контролював парламентську більшість та був головною рушійною силою наступних роялістських урядів, проте сам став на посаду прем'єр-міністра лише у квітні 1921 року. Незважаючи на свої передвиборчі обіцянки щодо виведення військ з Малої Азії, не маючи змоги запропонувати спосіб «почесного» виведення, натомість запропонував війну проти Туреччини. Грецька армія не була готовою, і наступ було відбито під час Другої битви при Іненю, в результаті чого сталась перша грецька поразка в Малоазійській кампанії. Після успішного просування грецьких сил до Ескішехіра та Афьона в липні, закликав продовжити наступ у напрямку Анкари, який, однак, зупинився в результаті битви при Сакар'є. Після того як греки відступили, щоб сформувати новий фронт, Гунаріс звернувся до союзників, особливо до Великої Британії, по допомогу та посередництво. Незважаючи на те, що він погрожував британцям одностороннім припиненням війни, його уряд зберіг позиції грецької армії, не будучи спроможним узяти на себе політичні наслідки відмови від Малої Азії.
У травні 1922 року Гунаріс був змушений піти у відставку з посту глави уряду, проте зберіг за собою посаду міністра юстиції в кабінеті Протопападакіса.
Після катастрофи у серпні 1922 й розгрому греків військами Мустафи Кемаля рештки грецької армії повстали у вересні, й уряд було скинуто. Повстанці-венізелівці під керівництвом полковника Ніколаоса Пластіраса утворили військовий трибунал для суду над тими, кого вони вважали відповідальними за катастрофу. Так званий «Процес шести», розпочатий в листопаді 1922, визнав підсудних, в тому числі й Гунаріса, винними у державній зраді. 28 листопада був страчений в Афінах.